# 미하일 솔로비요프 (축구인)
미하일 니콜라예비치 솔로비요프(러시아어: Михаил Николаевич Соловьёв, 1968년 1월 24일 ~ )는 러시아 출신의 축구 선수이다. K리그에서 등록명은 솔로비를 사용하였으며 수비수로 활약하였다. 일화 천마 (현 성남 FC)에 1992년 여름 이적시장 때 입단하여 1992 시즌 한 시즌 동안 시즌 통산 6경기 0득점-0도움 (정규리그 2경기 0득점-0도움 / 리그컵 4경기 0득점-0도움)의 기록을 남겼다.